# CW 17 Radio Frontera
CX 202 Radio Frontera Artigas o simplemente Radio Frontera es una radio de frecuencia modulada uruguaya.
Se transmite en 88.3 MHz por AM.
Anteriormente, se emitía en 900 kHz por AM desde la ciudad de Artigas.